# La Petite Danseuse des rues
Pour les articles homonymes, voir La Petite Danseuse.
Pour plus de détails, voir Fiche technique et Distribution.
La Petite Danseuse des rues (A Dream or Two Ago) est un film américain réalisé par James Kirkwood Sr., sorti en 1916.

## Fiche technique
- Titre : La Petite Danseuse des rues
- Titre original : A Dream or Two Ago
- Réalisation : James Kirkwood Sr.
- Scénario : Arthur Henry Gooden, d'après une histoire de Henry Albert Phillips
- Photographie : Carl Widen
- Montage :
- Producteur :
- Société de production : American Film Company
- Société de distribution : Mutual Film
- Pays de production :  États-Unis
- Langue : film muet avec les intertitres en anglais
- Format : Noir et blanc — 35 mm — 1,33:1 — Muet
- Genre : Drame
- Métrage : 1 500 mètres
- Durée : 50 minutes
- Dates de sortie : 27 novembre 1916

## Distribution
- Mary Miles Minter : Millicent Hawthorne
- Dodo Newton : Millicent à 6ans
- Lizette Thorne : la mère de Millicent
- Clarence Burton : le père de Millicent
- John Gough : Humpy
- Orral Humphrey : Kraft
- Gertrude Le Brandt
- William A. Carroll

## À noter
- La Petite Danseuse des rues est l'un des rares films de Mary Miles Minter à avoir survécu.
- Le film a été restauré en 2004 aux Pays-Bas et a été présenté avec  L'Innocence de Lizette (The Innocence of Lizette), datant également de 1916, lors de plusieurs festivals en Europe.